# Karl Hugo Huppert
Karl Hugo Huppert (29. ledna 1832 Marienberg – 19. října 1904 Praha) byl rakouský lékař a vysokoškolský pedagog německé národnosti, dlouhodobě působící v Čechách; rektor Německé univerzity v Praze a poslanec Českého zemského sněmu.

## Biografie
Studoval lékařství na Lipské univerzitě a na Univerzitě v Jeně. V roce 1862 získal titul doktora medicíny v Lipsku. Téhož roku se v Lipsku i habilitoval. Od roku 1860 byl asistentem a od roku 1862 vedoucím zoochemické laboratoře v místní nemocnici. Roku 1872 se stal mimořádným profesorem a téhož roku i řádným profesorem lékařské chemie na Německé univerzitě v Praze (do počátku 80. let šlo ještě o společnou česko-německou univerzitu). V roce 1878/1879 a 1902/1903 byl děkanem a v roce 1895/1896 zastával post rektora této vysoké školy. Roku 1896 získal titul dvorního rady. Zabýval se fyziologickou a patologickou chemií. V roce 1903 odešel do penze.
Z titulu funkce rektora se v 90. letech zapojil i do vysoké politiky. V letech 1895–1896 zasedal coby virilista na Českém zemském sněmu.
Zemřel v říjnu 1904.